# Роджерс, Натали
Натали́ Ро́джерс (англ. Natalie Rogers; 9 октября 1928 — 17 октября 2015) — американский психолог и психотерапевт, дочь одного из создателей и лидеров гуманистической психологии Карла Роджерса. Основатель и исследователь направления человекоцентрированной терапии экспрессивными искусствами, создатель обучающих программ в рамках данного метода. С 1974 года Натали Роджерс проводила подготовку новых специалистов этого направления по собственным методикам и работала в Европе, России, Латинской Америке, Японии, Великобритании, проводя личную и групповую терапию. В 1984 году она основала Институт человекоцентрированной экспрессивной терапии (Санта-Роза, Калифорния), где была преподавателем, терапевтом, членом совета директоров и идейным вдохновителем более 30 лет. Её личной миссией было помочь исцелению всего человечества и каждой личности в отдельности через методы терапии экспрессивными искусствами в рамках межкультурной работы, которую она проводила на протяжении всей жизни.

## Биография

### Ранние годы
Натали Роджерс родилась 9 октября 1928 года в Рочестере (Нью-Йорк) в семье выдающегося психолога Карла Роджерса и художницы и домохозяйки Хелен Роджерс. Она росла в любви и заботе, получая хорошее воспитание, но с детства её приучали к чёткому разделению женских и мужских гендерных ролей. Натали училась в прогрессивных школах, которые поддерживали и развивали креативность, несмотря на то, что термин «деловая женщина» всё ещё считался «бранным словом» в их семье. Когда Натали подросла, она начала стремиться найти мужа, который воспринимал бы её как личность, способную мыслить и наделённую интеллектуальными способностями, она хотела быть равной мужчинам, чье место в обществе находила более вдохновляющим и полноправным.
В 1944 году Натали Роджерс поступила в женский колледж, попав в среду, свободную от ограничений, накладываемых гендерными ролями. Здесь она поняла, что женщины действительно могут быть умными, способными нестандартно и креативно мыслить, такими, какой она сама хотела бы быть. Это положило начало для идеи, которую позже сама Натали отнесёт к политической: дихотомия полов несправедливо сделала интриги и политиканство исключительно прерогативой мужчин. В дальнейшем она перешла в колледж с совместным обучением, и эта идея не имела развития.
В 1950 году, вскоре после получения диплома, Натали вышла замуж за Лоурэнса Фукса и через некоторое время родила трёх дочерей, что приостановило её учебную и научную деятельность. Роджерс пришлось отложить мысли о поступлении в аспирантуру Гарварда. В конце 1960-х годов отношения в семье ухудшились, и вскоре Натали подала на развод, вновь вернувшись к вопросу развития своей личности. В результате, она поступила в Университет Брандейса на программу по психологии под наставничеством Абрахама Маслоу.
В 1973 Натали Роджерс получила степень магистра и первую оплачиваемую работу в качестве психолога в Университетском консультационном центре в Гонолулу, Гавайские острова. Через год она переехала в область залива Сан-Франциско в Калифорнии, чтобы начать частную практику. В то время многие психологи и психиатры считали, что для нормального развития женщине необходимо соответствовать традиционным женским ролям, однако терапевты, придерживающиеся более феминистических взглядов, начинали поощрять женщин, которые пробовали себя в различных ролях, и Натали Рождерс присоединилась к ним. Она организовала специальную терапевтическую группу, где проводила психологическую работу с женщинами и поддерживала их. В этот же период Натали написала свою первую книгу «Появляющаяся женщина: Десятилетие переходных периодов середины жизни» (Emerging Woman: A Decade of Midlife Transitions), чтобы рассказать о своём личном опыте, женственности и обретении идентичности. Книга была многократно отклонена издателями, пока в 1980 году Роджерс не издала её сама. На данный момент публикация переведена на семь языков.

### Зарождение и развитие направления человекоцентрированной терапии экспрессивными искусствами
К середине 1970-х гуманистический и клиент-центрированный подходы Карла Роджерса получили известность. Во время посещения дома своих родителей Натали предложила отцу поработать вместе на серии крупных семинаров по терапии. Семинары занимали целый день или больше и практически полностью состояли из терапевтических бесед, которые проводил Карл Роджерс, что дало Натали хорошую возможность найти людей для терапевтических упражнений, которые включали в себя движения и изобразительное творчество. Ещё пока не имеющий названия, на этих семинарах начал зарождаться метод человекоцентрированной терапии экспрессивными искусствами, который в дальнейшем стал главным вектором работы Натали Роджерс.
Натали начала проводить собственные семинары и женские группы по человекоцентрированной терапии экспрессивными искусствами в США, Латинской Америке и Европе. В 1984 году она основала свой Институт человекоцентрированной экспрессивной терапии в Санта Розе (Калифорния) и несколько обучающих программ на его базе, также присоединившись к Институту Трансперсональной психологии в Софийском Университете). В 1993 Натали Роджерс познакомила широкую публику со своим направлением, выпустив книгу «Творческая Связь: Исцеляющая связь экспрессивных искусств» (The Creative Connection: Expressive Arts as Healing).
Работа Натали Роджерс была вознаграждена в 1988 году наградой за выдающиеся достижения в профессиональной области, выданной Международной Ассоциацией Терапии Экспрессивными Искусствами (IEATA). Выпускники её программ из разных страх продолжили свою деятельность у себя на родине, передавая знания в Европе, Азии и Латинской Америке. Её третья книга «Творческая связь в групповой работе» (The Creative Connection for Groups) была издана в 2011 году.
17 октября 2015 года Натали Роджерс скончалась в кругу семьи в своём доме рядом с областью залива Сан-Франциско. Обучение методам терапии экспрессивными искусствами продолжается в её Институте человекоцентрированной экспрессивной терапии в Калифорнии.

## Цитаты[4]
- «Самую большую помощь мы оказываем человеку тогда, когда искренне вслушиваемся во всю глубину его эмоциональной боли и проявляем уважение к его способности самому найти ответ.»
- "Мы нуждаемся в одобрении, и это тоже может препятствовать творчеству. <…> И мы задаём себе основополагающий вопрос: «Полюбит ли меня кто-нибудь, если я буду полностью самим собой?»
- «Поскольку креативность и самовыражение стимулируют независимое мышление, спонтанность, самоуважение и расширение прав и возможностей, а также актуализируют наши высшие силы, они должны стать частью общего образования.»
- «Дать возможность клиенту быть своим собственным проводником — вот что на самом деле исцеляет и вселяет силы в клиента.»